# Jossele Rosenblatt

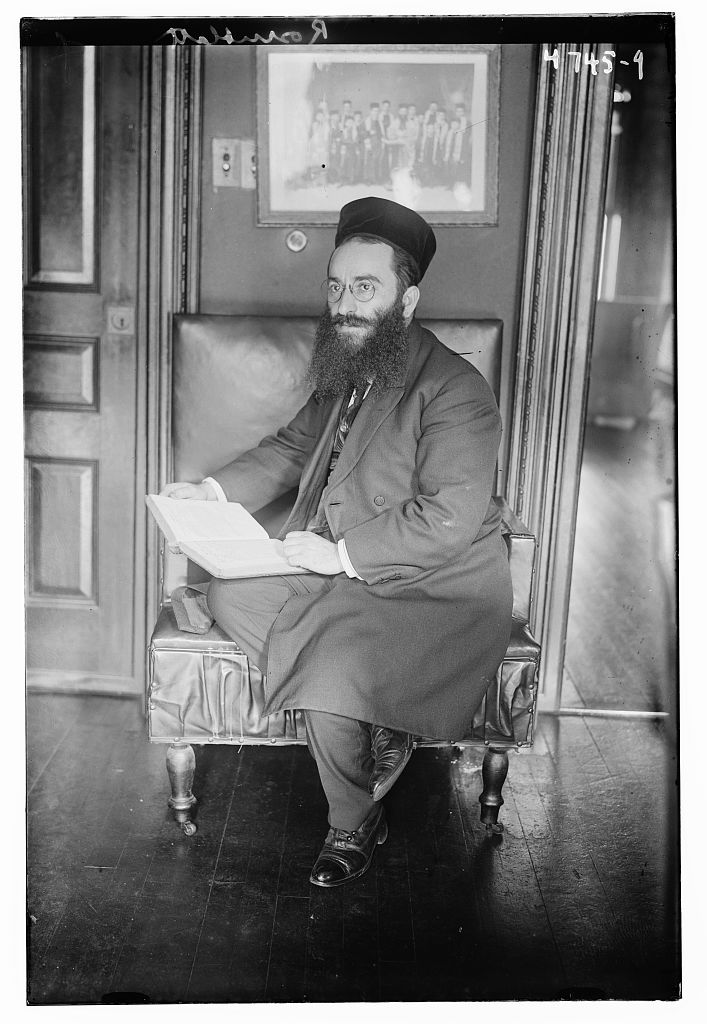
Jossele Rosenblatt (1918)

Josef „Jossele“ Rosenblatt (* 9. Mai 1882 in Belaja Zerkow, Ukraine, damals Russisches Kaiserreich; † 19. Juni 1933 in Jerusalem) war ein Chasan und Komponist. Er gilt als „der größte der Kantoren“ und wurde „König der Chasanim“ genannt.

## Leben
Josef Rosenblatt wurde als zehntes Kind (und erster Sohn) einer jüdischen Familie im ukrainischen Schtetl Belaja Zerkow geboren. Von seinem Vater, der in Kiew Chasan war, erlernte er die Notenschrift. Zu seiner weiteren Verwandtschaft gehörten die bedeutenden Chasanim Jerucham ha-Koton (1798–1891) und Nissan Spiwak (auch: Nissi Belzer, 1824–1906). Auch zwei seiner Onkel waren Chasanim. Schon früh sang Jossele Rosenblatt im Chor seines Vaters und reiste als Wunderkind durch viele Synagogen in Österreich-Ungarn. Im Alter von acht Jahren zog er mit seinen Eltern nach Sadagura, wo er sich im Umkreis des chassidischen Rabbiners bewegte, dessen Gefolge auch seine Eltern angehörten. Mit 13 war er ausgebildeter Chasan.
Da er eine schöne, zweieinhalb Oktaven umfassende Tenorstimme und ein flexibles Falsett besaß, Koloraturen scheinbar mühelos singen konnte und aufgrund seiner von Jugend an genossenen theoretischen Ausbildung perfekt vom Blatt sang, wurde er schnell zu einem Star der synagogalen Musik. Mit 18 Jahren heiratete er nach sechs Jahren Bekanntschaft Taubele Kauffman, kurz darauf wurde er Chasan im damals ungarischen Munkács. Danach setzte er sich gegen 56 Mitbewerber um den Posten des Oberkantors in Bratislava durch, wo er fünf Jahre lang blieb und zum ersten Mal Kompositionen von Synagogenmusik veröffentlichte. Auch seine erste Schallplatte nahm er 1905 dort auf. Seine nächste Station war Hamburg, wo er sechs Jahre lang wirkte. Durch seine Schallplatten und durch Teilnehmer beim Hamburger Zionistenkongress im Jahr 1909 verbreitete sich sein Ruf schnell auch nach Nordamerika.
1912 folgte er einer Einladung der Ersten Ungarischen Gemeinde Ohab Zedek in New York City, für die er erfolgreich sang. Schon bald ließ er seine Frau und seine Kinder nachkommen. Neben dem Kantoramt in der Gemeinde sang er bei zahlreichen anderen Veranstaltungen; zu einer Wohltätigkeitsveranstaltung für europäische Juden im Hippodrome Theatre zog er im Kriegsjahr 1917 über 6.000 Zuhörer an. Der Erfolg dieses Konzerts, das auch in der The New York Times besprochen wurde, regte die Veranstalter zu einer Wohltätigkeitstournee durch 30 Städte an. Von der Chicago Opera wurde Rosenblatt sogar die Rolle des Eleazar in Halévys La juive angeboten. Trotz eines verlockenden Vertrags, der ihm auch erlaubt hätte, seinen Bart zu behalten und den Sabbat einzuhalten, konnte sich Rosenblatt nicht dazu entscheiden, auf einer Opernbühne aufzutreten, da es die Würde des Kantorenamts verletzt hätte. Nach einem Konzert vor der New York Public Library küsste ihn der damals bekannteste Opernsänger der Welt Enrico Caruso. Rosenblatt wurde zu einem Star der New Yorker Kulturszene, seine Gemeinde zahlte ihm eine Rekord-Jahresgage von 10.000 US$, um den auch von anderen Gemeinden gefragten Publikumsmagneten zu halten, und Rosenblatt konnte seine Familie mit inzwischen acht Kindern gut ernähren und darüber hinaus wohltätigen Organisationen nicht nur mit Benefizkonzerten, sondern auch mit Geldspenden helfen.
In den USA nahm Rosenblatt viele Schallplatten auf, deren erfolgreichste seine Interpretation von Psalm 126 / Shir Hama'alot (dessen Melodie entweder von Rosenblatt selbst oder von dem Kantor Pinchas Minkowski komponiert wurde). Seine über 180 Schallplatten, meist Aufnahmen eigener Kompositionen, machten ihn in ganz Nordamerika bekannt. Nachdem eine Investition in eine dubiose jiddische Zeitung nicht gut gegangen war, ging er auf eine Tournee durch die Vaudeville-Theater der USA, um seine Schulden zurückzahlen zu können. 1925 musste er jedoch sogar Bankrott erklären. Beim Tingeln durch die Varieté-Theater bewahrte er seine Würde als Chasan dadurch, dass er nur auf leerer Bühne ohne Ablenkung durch Tanzdarbietungen o. Ä. sang. 1926 gab er sein Kantorenamt in der Ohab-Zedek-Gemeinde auf und sang an Festtagen in Chicago für eine riesige Gage von 15.000 US$.
1927 trat er in einer kleinen Rolle unter seinem wirklichen Namen mit einem jiddischen Lied in The Jazz Singer auf, dem ersten Tonfilm in Spielfilmqualität überhaupt. Das Angebot, die größere Rolle des Kantors Rabinowitz (des Vaters der Hauptfigur) zu spielen, hatte er trotz einer in Aussicht gestellten exorbitanten Gage von 100.000 US$ abgelehnt, da er das im Drehbuch vorgesehene liturgische Kol Nidre nicht in einem Unterhaltungsfilm singen wollte.
1927 wurde er wieder Chasan, als ihn die Anshe-Sfarad-Gemeinde in Brooklyn, New York, für ein Jahresgehalt von 12.000 US$ engagierte. Durch die Weltwirtschaftskrise war die Gemeinde jedoch 1929 nicht mehr in der Lage, ihn zu bezahlen, so dass er für kurze Zeit wieder an seine angestammte Gemeinde in New York wechselte. Wegen seiner Schulden blieb Rosenblatt jedoch bis ans Ende seines Lebens verarmt, und die jüdischen Gemeinden der USA konnten sich seine Dienste nicht mehr leisten, so dass er in akute Finanznot geriet.
1933 nahm Rosenblatt ein Angebot der Palestine-American Film Company an, für die Aufnahme des halbdokumentarischen Films Halom Ami (auch bekannt als Dream of My People) nach Palästina zu reisen. Rosenblatt sollte an den biblischen Stätten thematisch passende eigene Kompositionen singen. Neben seiner Arbeit für den Film gab er Konzerte und sang in Synagogen u. a. in Jerusalem und Tel Aviv. Rosenblatt wollte sich in Palästina ansiedeln und plante, um genügend Geld dafür zu verdienen, eine Konzertreise durch Europa. Am 17. Juni 1933 sang er zum Abschied in der Hurva-Synagoge in Jerusalem. Am nächsten Tag starb er mit nur 51 Jahren an den Folgen eines Herzanfalls, den er bei Dreharbeiten am Toten Meer erlitten hatte.
Bei Rosenblatts Beerdigung auf dem Jüdischen Friedhof am Ölberg, unter der Leitung von Rabbiner Kook, nahmen über 5.000 Menschen von ihm Abschied. Auch in dem bei Rosenblatts Tod noch nicht fertiggestellten Film wurden Szenen davon gezeigt. Einige Tage später besuchten rund 2.500 Menschen einen Gedächtnisgottesdienst in der New Yorker Carnegie Hall, bei dem zweihundert Chasanim Rosenblatts Werke sangen.
Rosenblatts Schallplattenaufnahmen werden bis heute in verschiedenen Zusammenstellungen auf LP und CD wiederveröffentlicht.
Sein Sohn Samuel Rosenblatt (1902–1983), geboren in Bratislava, lebte ab 1912 in den USA, wurde dort Rabbiner und Dozent für jüdische Literatur und orientalische Sprachen.

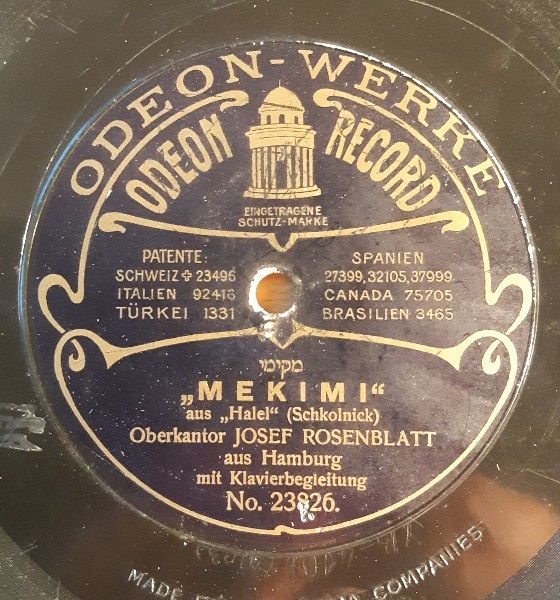
Rosenblatts erste Schallplatte in Deutschland (Berlin 1908)

Josef Rosenblatt machte zunächst Walzenaufnahmen für Artistical Record (Wien 1905), die die Firma Pathé später auf Platten übertrug; während seiner Tätigkeit in Hamburg entstanden einige Plattenaufnahmen für Odeon und Jumbo (Berlin 1908–09). Ab 1913 erschienen in den USA zahlreiche Platten für Vicor (1913, 1920–30) und Columbia (1914–18).